# Grey’s Anatomy/Staffel 5
Die fünfte Staffel der US-amerikanischen Krankenhaus-Serie Grey’s Anatomy wurde vom 25. September 2008 bis zum 13. Mai 2009 auf dem US-amerikanischen Sender ABC gesendet. Die deutschsprachige Erstausstrahlung erfolgte vom 15. April bis zum 2. September 2009 beim Sender SF zwei. Die deutsche Erstausstrahlung erfolgte später bei ProSieben.

## Darsteller

### Besetzung
Die Besetzung von Grey’s Anatomy trat in der fünften Staffel folgendermaßen in Erscheinung:
| Rollenname             | Schauspieler        | Folgen                     | Anzahl    | Synchronsprecher         |
| ---------------------- | ------------------- | -------------------------- | --------- | ------------------------ |
| Dr. Meredith Grey      | Ellen Pompeo        | 1–24                       | 24 Folgen | Ulrike Stürzbecher       |
| Dr. Cristina Yang      | Sandra Oh           | 1–24                       | 24 Folgen | Christin Marquitan       |
| Dr. George O’Malley †  | T. R. Knight        | 1–24                       | 24 Folgen | Nico Mamone              |
| Dr. Izzie Stevens      | Katherine Heigl     | 1–24                       | 24 Folgen | Antje von der Ahe        |
| Dr. Derek Shepherd     | Patrick Dempsey     | 1–24                       | 24 Folgen | Boris Tessmann           |
| Dr. Alex Karev         | Justin Chambers     | 1–24                       | 24 Folgen | Dennis Schmidt-Foß       |
| Dr. Richard Webber     | James Pickens Jr.   | 1–24                       | 24 Folgen | Roland Hemmo             |
| Dr. Miranda Bailey     | Chandra Wilson      | 1–24                       | 24 Folgen | Anke Reitzenstein        |
| Dr. Mark Sloan         | Eric Dane           | 1–24                       | 24 Folgen | David Nathan             |
| Dr. Callie Torres      | Sara Ramírez        | 1–24                       | 24 Folgen | Ghadah Al-Akel           |
| Dr. Lexie Grey         | Chyler Leigh        | 1–24                       | 24 Folgen | Marie Bierstedt          |
| Dr. Owen Hunt          | Kevin McKidd        | 1–2, 5–24                  | 22 Folgen | Tobias Kluckert          |
| Dr. Steve Mostow       | Mark Saul           | 1–10, 12–19, 22            | 19 Folgen |                          |
| Dr. Megan Mostow       | Molly Kidder        | 1, 3–6, 8–9, 11–19, 22     | 17 Folgen |                          |
| Denny Duquette         | Jeffrey Dean Morgan | 2, 7–13, 22–23             | 16 Folgen | Charles Rettinghaus      |
| Dr. Graciella Guzman   | Gloria Garayua      | 3–13, 15–17, 19            | 15 Folgen | Julia Ziffer             |
| Dr. Dani Mandvi        | Amrapali Ambegaokar | 1–6, 11, 13, 15, 17–19, 22 | 13 Folgen |                          |
| Dr. Pierce             | Joseph Williamson   | 3–6, 8–9, 13–15, 17–19, 22 | 13 Folgen |                          |
| Dr. Leo                | Winston Story       | 3–6, 8–9, 13–15, 17–19, 22 | 13 Folgen |                          |
| Dr. Ryan Spalding      | Brandon Scott       | 6–10, 12–19                | 13 Folgen | Ozan Üzal                |
| Dr. Arizona Robbins    | Jessica Capshaw     | 11–17, 19–24               | 13 Folgen | Schaukje Könning         |
| Dr. Laura              | Candice Adia        | 3–6, 11–13, 15, 17–19, 22  | 12 Folgen | Victoria Sturm           |
| Dr. Claire             | Tymberlee Hill      | 3–6, 13, 15, 17–19, 22     | 10 Folgen |                          |
| Dr. Sadie Harris       | Melissa George      | 8–15                       | 8 Folgen  | Natascha Geisler         |
| Dr. Erica Hahn         | Brooke Smith        | 1–7                        | 7 Folgen  | Almut Zydra              |
| Joe                    | Steven W. Bailey    | 4–5, 11, 15                | 4 Folgen  | Olaf Reichmann           |
| Kate                   | Kate Anthony        | 3, 14–15                   | 3 Folgen  |                          |
| Dr. Lucy               | Joy Osmanski        | 1, 3                       | 2 Folgen  |                          |
| Rose                   | Lauren Stamile      | 1–2                        | 2 Folgen  | Dascha Lehmann           |
| Dr. Katherine Wyatt    | Amy Madigan         | 3, 20                      | 2 Folgen  | Kerstin Sanders-Dornseif |
| Tyler Christian        | Moe Irvin           | 13, 20                     | 2 Folgen  | Assad Schwarz            |
| Dr. Addison Montgomery | Kate Walsh          | 15–16                      | 2 Folgen  | Katja Nottke             |

Außerdem hat Richards Assistentin Patricia, gespielt von Robin Pearson Rosa, ihren ersten und einzigen Gastauftritt in dieser Staffel. Ebenfalls trat Mirandas Sohn Tuck abermals in einer Folge auf. Loretta Devine als Adele Webber trat in dieser Staffel auch nur in einer Folge auf, genauso wie Thatcher Grey (Jeff Perry) und Dr. Knox (Payton Silver).

## Episoden

### Zusammenfassung
| Nr. (ges.) | Nr. (St.) | Deutscher Titel           | Originaltitel                             | Erstausstrahlung USA | Deutschsprachige Erstausstrahlung (CH) | Regie               | Drehbuch                |
| --- | --------- | ------------------------- | ----------------------------------------- | -------------------- | -------------------------------------- | ------------------- | ----------------------- |
| 79 | 1         | Es war einmal (1)         | Dream A Little Dream Of Me (1)            | 25. Sep. 2008        | 15. Apr. 2009                          | Rob Corn            | Shonda Rhimes           |
| Derek hat sich von Rose getrennt, worunter ihre Zusammenarbeit im OP erheblich leidet. Meredith ist sich nach wie vor unsicher, ob sie und Derek eine Zukunft haben, da sie ständig von Dereks Tod träumt. Lexie, die sich in George verliebt hat, erfährt, dass er in der Vergangenheit mit ihrer Schwester geschlafen hat. Das Krankenhaus wird in diesem Jahr nur auf Platz 12 der besten Krankenhäuser Amerikas eingestuft. Somit bleiben dem Seattle Grace viele Patienten aus. Erica wird mitgeteilt, dass sie ihre Ausbildungsmethoden zu ändern hat. Erica und Callie gehen sich nach dem Kuss aus dem Weg. Im Krankenhaus taucht der Militärarzt Owen Hunt auf, der mit eigenwilligen Behandlungsmethoden auffällt. Am Ende der Folge rutscht Cristina vor dem Krankenhaus aus und ein Eiszapfen bohrt sich in ihren Bauch. |           |                           |                                           |                      |                                        |                     |                         |
| 80 | 2         | Es war einmal (2)         | Dream A Little Dream Of Me (2)            | 25. Sep. 2008        | 15. Apr. 2009                          | Rob Corn            | Shonda Rhimes           |
| Meredith fordert von Cristina Unterstützung für ihre Beziehung mit Derek. Cristinas Eiszapfen wird von Owen entfernt und beide küssen sich. Richard bietet Owen einen Job als Unfallchirurg im Krankenhaus an, doch Owen will zurück zum Militär. Alex stößt Izzie zurück, die immer noch Visionen von Denny hat. Callie hat bei einem Eingriff eine Panikattacke, wird von Erica jedoch gekonnt beruhigt. Danach reden Erica und Callie zum ersten Mal über ihre Gefühle und erkennen, dass sie beide noch keine Erfahrungen mit dem gleichen Geschlecht gemacht haben. Richard kündigt vor versammelter Belegschaft an, dass sich die Ausbildungsmethoden und die Arbeitsmoral im Krankenhaus zu verbessern haben. Rose sticht Derek im OP mit einem Skalpell und lässt sich daraufhin in eine andere Abteilung versetzen. |           |                           |                                           |                      |                                        |                     |                         |
| 81 | 3         | Die Flut                  | Here Comes The Flood                      | 9. Okt. 2008         | 22. Apr. 2009                          | Michael Pressman    | Krista Vernoff          |
| Meredith will die Therapie bei Psychologin Dr. Wyatt beenden, was diese für keine gute Idee hält. Richard verkündet bei einer großen Ärzteversammlung die neuen Regeln für die Ausbildung, die unter anderem keine fachliche Spezialisierung für die Ärzte in den ersten drei Ausbildungsjahren mehr erlauben. Ein großer Rohrbruch, der Teile des Krankenhauses überflutet, erschwert den Neuanfang ebenso wie Georges Wiederholungsprüfung. Der Test wird am Ende des Tages schließlich von Richard überwacht. Derek möchte, dass Izzie und Alex bei Meredith ausziehen. Izzie zeigt Cristina deshalb eine Wohnungsanzeige, da sie vorhat, mit ihr dort einzuziehen. Cristina mietet sich die Wohnung allerdings mit Callie. Izzie ist enttäuscht, weil sie momentan keine Freunde mehr zu haben scheint. Meredith macht Derek allerdings klar, dass sie Alex und Izzie als Mitbewohner behalten möchte. Erica ist nicht erfreut, als sie erfährt, dass Mark von ihrer Beziehung mit Callie weiß. |           |                           |                                           |                      |                                        |                     |                         |
| 82 | 4         | Schöne neue Welt          | Brave New World                           | 16. Okt. 2008        | 29. Apr. 2009                          | Eric Stoltz         | Debora Cahn             |
| Derek findet das alte Tagebuch von Merediths Mutter, was Meredith aus der Bahn wirft. Cristina entdeckt die dermatologische Station im Krankenhaus und ist erstaunt über die angenehmen Arbeitsverhältnisse dort. George kümmert sich einfühlsam um einen kleinen Patienten, der Angst vor seiner Operation hat. Am Abend bekommt George die Nachricht, dass er die Prüfung bestanden hat. Lexie will mit ihm feiern gehen, doch George entscheidet sich für seine alten Freunde. Alex klaut Izzie eine Operation, wogegen Izzie sich wehrt. Callie und Erica planen ihr erstes Date. Callie sucht deshalb Rat bei Miranda und vertraut sich ihr an. Diese rät ihr, mit Erica darüber zu reden, wie weit sie in ihrer Beziehung bereits gehen wollen. Callie und Cristina ziehen in die neue Wohnung. |           |                           |                                           |                      |                                        |                     |                         |
| 83 | 5         | Der Domino-Effekt         | There's No 'I' in Team                    | 23. Okt. 2008        | 6. Mai 2009                            | Randall Zisk        | Jenna Bans              |
| Im Krankenhaus steht eine Kettennierentransplantation an. Die Ärzte bemühen sich, dass keiner der Patienten einen Rückzieher macht. Dies geschieht fast, als eine Frau von der Affäre ihres Mannes erfährt, von Miranda wird sie jedoch noch überzeugt. Meredith lässt bei der OP eine der Nieren auf den Boden fallen und macht sich schwere Vorwürfe. Sie leidet immer noch unter dem großen Erfolg ihrer Mutter, deren Tagebuch sie liest. Außerdem missfällt es ihr, dass ein Fachjournal in dem Artikel über die Studie von ihr und Derek nur Derek erwähnt. Die Assistenzärzte streiten sich darüber, welchen Arzt sie George abgeben. Schließlich nimmt Richard die Zuteilung vor. Lexie ist wütend auf George, dass er sie nicht beachtet und sich zu keiner Zeit dafür eingesetzt hat, Lexie in sein Team zu bekommen. Erica und Callie haben miteinander geschlafen, doch Callie gefiel es nicht. Sie lässt sich daraufhin von Mark Sextipps geben. Izzie und Alex küssen sich. |           |                           |                                           |                      |                                        |                     |                         |
| 84 | 6         | Krieg und Frieden         | Life During Wartime                       | 30. Okt. 2008        | 13. Mai 2009                           | Jim Frawley         | Mark Wilding            |
| Meredith schwelgt in Kindheitserinnerungen und findet im Laufe des Tages dutzende Tagebücher ihrer Mutter. Dr. Owen Hunt, der bei seinem Einsatz im Irak seine gesamte Truppe verloren hat, fängt als Unfallchirurg am Seattle Grace an und hält ein praktisches Seminar über lebensrettende Maßnahmen mit lebenden Schweinen. Izzie hat damit ein Problem, da sie gegen Tierversuche ist. Cristina und ihre Assistenzärzte, von denen sie ab diesem Tag einen neuen in ihrem Team hat, schaffen es mit viel Mühe, alle Schweine zu retten. Schließlich müssen die Tiere aufgrund ihrer schweren Verletzungen aber eingeschläfert werden. Alex und Izzie haben wieder eine feste Beziehung. Erica schwärmt vor Callie von ihrer Nacht, doch Callie hat immer noch Bedenken und lenkt sich mit Sex mit Mark ab. Callie beichtet Erica ihren Fehltritt und beendet die Affäre mit Mark. Richard hält große Stücke auf Miranda und gibt ihr das Kommando, einen inoperablen Tumor zu entfernen. George und Lexie versöhnen sich. |           |                           |                                           |                      |                                        |                     |                         |
| 85 | 7         | Die Erscheinung           | Rise Up                                   | 6. Nov. 2008         | 20. Mai 2009                           | Joanna Kerns        | William Harper          |
| Cristina wird von Owen angewiesen, gefühlvoller mit Patienten umzugehen. Sie vertraut sich ihm schließlich an und erklärt ihr Verhalten. Meredith bemerkt, dass es sich bei Ellis’ Tagebüchern v. a. um OP-Berichte handelt. Der Patient, dem Izzie wegen Denny sein Herz gestohlen hat, wird ins Seattle Grace eingeliefert und so bekommt auch die damals behandelnde Ärztin Erica mit, was Izzie getan hat. Erica ist fest entschlossen, den Fall zu melden. Darüber gerät sie mit Callie in Streit. Die Assistenzärzte konkurrieren um die erste Solo-OP. Izzie sieht an diesem Tag immer wieder die Erscheinung Dennys. Miranda und Tucker versuchen mit einer Eheberatung ihrer Ehe zu retten. Lexie findet heraus, dass die Anfänger Nähte an sich selbst üben. |           |                           |                                           |                      |                                        |                     |                         |
| 86 | 8         | Geister                   | These Ties That Bind                      | 13. Nov. 2008        | 27. Mai 2009                           | Eric Stoltz         | Stacy McKee             |
| Erica hat im Krankenhaus gekündigt und die Stadt verlassen, ohne sich von Callie zu verabschieden. Diese kann die Trennung nur schwer verarbeiten. Mark unterstützt sie und hält zu ihr. Cristina erfährt von Callie, dass sie und Erica eine Beziehung hatten. Ericas Stelle soll nun von der neuen Ärztin Dr. Dixon besetzt werden, die sich in dem Krankenhaus aber nicht wohl fühlt. Merediths Studienfreundin Sadie fängt im Krankenhaus als Assistenzärztin an. Cristina ist eifersüchtig auf Sadie. Sadie schließt sich im Krankenhaus ebenfalls den Selbstoperationsversuchen der Assistenzärzte um Lexie und ihre Freunden an, doch die Versuche werden von Cristina entdeckt und verboten. Izzie wird den ganzen Tag von der Illusion Dennys begleitet. Sie unterhält sich mit ihm und schließlich küssen sie sich. Meredith befürchtet, dass Mark auf Lexie steht und bittet Derek, ihm dies zu verbieten. Owen küsst Cristina erneut. |           |                           |                                           |                      |                                        |                     |                         |
| 87 | 9         | Schlaflos                 | In The Midnight Hour                      | 20. Nov. 2008        | 3. Juni 2009                           | Tom Verica          | Joan Rater, Tony Phelan |
| Callie wird von einem Patienten, der eine Panikattacke bekommt, niedergeschlagen und liegt stationär mit einer gebrochenen Nase und einer Gehirnerschütterung im Krankenhaus. Die Anfänger machen trotz Cristinas Verbot mit ihren Selbstversuchen weiter. Als sie Sadie den Blinddarm herausnehmen wollen, kommt es bei der Operation zu Komplikationen und die Anfänger müssen ihre Ausbilder rufen. Sadie kann gerettet werden, doch alle Anfänger und Cristina bekommen ein einstweiliges OP-Verbot. Cristina und Meredith geraten darüber in Streit, weil Meredith Cristina vor Richard nicht in Schutz genommen hat. Izzie verbringt die Nacht mit Denny und die Grenzen zwischen Realität und Fiktion verschwimmen für sie. |           |                           |                                           |                      |                                        |                     |                         |
| 88 | 10        | Soloflug                  | All By Myself                             | 4. Dez. 2008         | 10. Juni 2009                          | Arlene Sanford      | Peter Nowald            |
| Cristina wird von den Oberärzten einstimmig für die Solo-OP ausgewählt. Aufgrund ihrer OP-Suspendierung muss sie sich für einen ihrer Kollegen entscheiden, der statt ihrer die OP übernimmt. Ihre Wahl fällt auf Alex, was Meredith sehr persönlich nimmt. Izzie vernachlässigt ihre Klinik und verbringt all ihre Zeit mit Denny. George bemerkt, dass mit ihr irgendetwas nicht stimmt. Alex wählt Izzie als seine OP-Hilfe und gesteht ihr seine Liebe. Dr. Dixon kommt erneut ins Seattle Grace, möchte aber ein besseres Angebot haben. Sadie flirtet mit Callie, die allerdings unsicher ist, wie sie dazu stehen soll. Sowohl Mark und Lexie als auch Cristina und Owen kommen einander sehr nahe. |           |                           |                                           |                      |                                        |                     |                         |
| 89 | 11        | Wünsch dir was            | Wish You Were Here                        | 8. Jan. 2009         | 17. Juni 2009                          | Rob Corn            | Debora Cahn             |
| Izzie hat Geburtstag und weiht Alex ein, dass sie Denny sehen kann. Alex reagiert darauf erstaunlich gelassen und deutet Izzies Illusionen als Teil der Aufarbeitung der vergangenen Ereignisse. Der Junge Jackson Presscot wird für eine erneute Darmresektion ins Krankenhaus eingeliefert. Als sein Kinderarzt an einem Herzinfarkt stirbt, findet Richard in Arizona Robbins Ersatz, mit der Miranda anfangs nicht gut klarkommt. Richard gerät mehr und mehr ins Grübeln, da er glaubt, das Krankenhaus nicht richtig geführt zu haben. Derek, Meredith, Owen und Cristina haben als Patienten den Serienmörder William Dunn. Derek hält nichts davon, diesen Patienten wie jeden anderen Patienten zu behandeln, und gerät dabei in Konflikt mit Meredith. Daraufhin erzählt er ihr, dass sein Vater ermordet worden sei. Mark bereut seinen One-Night-Stand mit Lexie, doch am Abend kann er ihr – anders als Callie Sadie – wieder nicht widerstehen. Cristina und Meredith haben sich immer noch nicht versöhnt. |           |                           |                                           |                      |                                        |                     |                         |
| 90 | 12        | Pakt mit dem Teufel       | Sympathy for the Devil                    | 15. Jan. 2009        | 24. Juni 2009                          | Jeannot Swarc       | Jenna Bans              |
| Dereks Mutter kommt ins Seattle Grace, um Derek zu besuchen. Meredith spielt ihr zuerst die perfekte Schwiegertochter vor, schließlich gesteht sie ihr aber doch ihre Fehler. Dereks Mutter gefällt Merediths ehrliche Art und sie schenkt Derek einen Verlobungsring, da sie Meredith für die Richtige hält. William Dunn will nicht durch die Todesstrafe sterben, sondern im Krankenhaus. Zudem will er Jackson seine Organe spenden. Derek will ihm den natürlichen Tod aber nicht zugestehen. Jackson benötigt allerdings unbedingt die Organe, da es beim Einsetzen der lang erhofften Spenderorgane zu Komplikationen gekommen ist. Meredith gibt William zu verstehen, dass eine schwere Erschütterung seines Kopfes eine Hirnblutung mit Todesfolge auslösen würde. William begeht daraufhin einen Suizidversuch. Owen bittet Cristina um ein Date, kommt dann aber zu spät und völlig betrunken zu ihr nach Hause. Cristina erfährt, dass er von den Ereignissen im Irak immer noch verfolgt wird. Izzie macht mit Denny Schluss. |           |                           |                                           |                      |                                        |                     |                         |
| 91 | 13        | Zwischen Himmel und Hölle | Stairway To Heaven                        | 22. Jan. 2009        | 24. Juni 2009                          | Allison Liddi-Brown | Mark Wilding            |
| Williams Gesundheitszustand verschlechtert sich rapide. Damit er dem kleinen Jackson seine Organe spenden kann, versucht Meredith dies aber vor Derek zu verheimlichen. William bekommt schließlich Panik und will doch eine lebensrettende OP. Wenige Tage später geht Meredith zu Williams Hinrichtung und ist danach völlig verstört. Cristina überwindet den Streit zwischen ihnen beiden und tröstet Meredith. Miranda und Richard setzen ihre Arztlizenz aufs Spiel, da sie darum kämpfen, dass Jackson neue Organe bekommt. Durch einen anderen Spender erhält er im letzten Moment die Transplantation und kann gerettet werden. Mark hat sich beim Sex mit Lexie eine Penisruptur zugezogen, die von Callie und Owen behandelt wird. Um den Verdacht der anderen Assistenzärzte von Lexie abzulenken, behauptet Sadie, sie sei es gewesen, die mit Mark geschlafen habe. Izzie ist verwundert, dass Denny trotz ihrer Trennung immer noch da ist. Sie erfährt schließlich, dass er bei ihr ist, weil Izzie schwer krank ist. Izzie löst sich endgültig von ihm und will um ihr Leben kämpfen. Cristina, der Derek von seinem geplanten Heiratsantrag erzählt hat, gibt Owen eine zweite Chance.                                                       |           |                           |                                           |                      |                                        |                     |                         |
| 92 | 14        | Herzrasen                 | Beat Your Heart Out                       | 5. Feb. 2009         | 1. Juli 2009                           | Julie Anne Robinson | William Harper          |
| Nachdem sich Derek zunächst unsicher ist, ob Meredith schon für einen Heiratsantrag bereit ist, überzeugt er sich im Laufe des Tages davon und bereitet ihr Zimmer schmuckvoll vor. Bevor Meredith eintrifft, erhält er allerdings einen Anruf von Addison, woraufhin er den Heiratsantrag aufschiebt. Owen bekommt eine Panikattacke, als er eine Frau im Krankenhaus erblickt. Cristina hilft ihm, sich zu beruhigen. Izzie lässt verschiedene Tests von sich machen, um ihre Krankheit herauszufinden. Ihre Blutproben ergeben aber nur eine harmlose Anämie. Callie ist deprimiert von ihrem Singleleben. Sie lernt Arizona kennen, von der sie geküsst wird. Richard teilt Miranda mit, dass er sie bald zur Oberärztin befördern will. Miranda will nach der Sache mit Jackson keine todkranken Kinder mehr als Patienten haben, Arizona rät ihr allerdings zu, zur Pädiatrie zu wechseln. Dr. Dixon operiert erneut im Seattle Grace. Lexie stellt Mark die Bedingung, nur dann weiter mit ihm zusammen sein zu wollen, wenn er ihre Beziehung vor Derek offenbart. |           |                           |                                           |                      |                                        |                     |                         |
| 93 | 15        | Davor und danach          | Before and After                          | 12. Feb. 2009        | 8. Juli 2009                           | Dan Attias          | Tony Phelan, Joan Rater |
| Addison kommt mit ihrem Bruder Archer nach Seattle, da dieser wegen Würmern im Gehirn von Derek notoperiert werden muss. Mit dabei sind Naomi und Sam Benett, gute Freunde aus Los Angeles. Archers Leben kann von Derek gerettet werden und zusammen mit Mark schwelgen sie in Erinnerungen an die gemeinsame Zeit. Die Assistenzärzte machen bei einem von Izzie veranstalteten Wettbewerb mit, den Lexie gewinnt. Durch den Wettbewerb stellt George allerdings auch fest, dass Sadie mit ihrem Wissensstand weit hinter den anderen Anfängern zurückbleibt. Nach einem Gespräch mit Richard kündigt Sadie. Die Frau, vor der Owen geflüchtet war, stellt sich als seine ehemalige Verlobte heraus. Er gesteht Cristina, dass seine Bekannten noch nicht von seiner Rückkehr aus dem Irak wissen. Er möchte ihnen nicht zeigen, dass er nicht mehr derselbe ist. Bei Izzie zeigen sich erste Wahrnehmungs- und Koordinationsstörungen. Mark und Lexie flirten, sie nimmt ihre Bedingung aber nicht zurück. |           |                           |                                           |                      |                                        |                     |                         |
| 94 | 16        | Götter in weiß            | An Honest Mistake                         | 19. Feb. 2009        | 15. Juli 2009                          | Randy Zisk          | Peter Nowalk            |
| Addison verlängert für eine Operation ihren Aufenthalt in Seattle. Bei der OP macht Derek einen Fehler und es kommt zu Komplikationen. Er gerät in einen folgenschweren Konflikt mit Addison und ist verzweifelt, als die Patientin stirbt. Als ihm dann auch noch Mark beichtet, dass er sich mit Lexie trifft, endet das Ganze in einem Faustkampf. Miranda ist enttäuscht von Richard, dass er ihr ein 08/15-Empfehlungsschreiben für ihre Bewerbung als Kinderärztin ausgehändigt hat. Addison stellt ihr dafür ein sehr positives Schreiben aus. Nachdem Arizona erfährt, dass Erica Callies erste Freundin war, ist sie nicht mehr an einer Romanze interessiert. Callie sucht sie in Joes Bar auf, um sie zu überreden, platzt dabei aber genau in ein Date von Arizona. Izzie erfährt, dass Sadie ihre Blutprobe vertauscht hatte. Anstelle einer Anämie zeigen sich bei ihr Hinweise auf Krebs, denen sie nachzugehen versucht. Owen zeigt nachhaltiges Interesse an Cristina. |           |                           |                                           |                      |                                        |                     |                         |
| 95 | 17        | Patientin X               | I Will Follow You Into The Dark           | 12. März 2009        | 22. Juli 2009                          | Rob Corn            | Jenna Bans              |
| Derek wird verklagt, weil er bei der verstorbenen Patientin womöglich einen Fehler gemacht hatte. Er fällt in ein großes Tief und schottet sich von seinem Privatleben und seinem Beruf ab. Richard teilt Meredith mit, dass Derek sich mit ihr verloben will. Als Meredith mit dieser Information zu Derek kommt, schmeißt er den Ring vor ihren Augen weg. Nach einem klärenden Gespräch freunden sich Izzie und George wieder an. Izzie lässt sich von ihren Assistenzärzten anonym eine Diagnose stellen und erfährt, dass sie ein Melanom mit Metastasen hat. Ihr verbleiben nur noch wenige Monate und ihre Überlebenschance beträgt nur 5 Prozent. Izzie vertraut sich Cristina an. Alex erntet Lob von Arizona. Callie und Arizona verabreden sich für ein Date. Owen schreckt aus dem Schlaf auf und verletzt Cristina. Er möchte sich daraufhin von ihr distanzieren, was sie aber nicht zulässt. Richard und Miranda geraten in Streit wegen ihres Wunsches, in die Pädiatrie zu wechseln. Miranda ruft Adele zur Streitschlichtung. |           |                           |                                           |                      |                                        |                     |                         |
| 96 | 18        | Der Mann im Wald          | Stand By Me                               | 19. März 2009        | 29. Juli 2009                          | Jessica Yu          | Zoanne Clack            |
| Cristina hat ihre erste Solo-OP. Da Izzie sich nicht behandeln lassen will, weiß sich Cristina nicht anders zu helfen als den anderen von der Krebserkrankung zu erzählen. Callie und Owen versuchen, Derek zu einer Rückkehr ins Krankenhaus zu bewegen. Auch Richard gelingt dies nicht. Derek ist unsicher, ob Meredith ihm verzeihen könnte. Meredith fordert Derek auf, seinen Beruf wieder aufzunehmen, um Izzie zu retten. Lexie bekennt sich im Krankenhaus zu ihrer Beziehung mit Mark. Meredith und George wollen herausfinden, warum die Assistenzärzte Pierce, Steve und Megan sich so merkwürdig verhalten. Es stellt sich heraus, dass Megan in einer Beziehungspause von Pierce mit Steve geschlafen hat und schwanger ist. |           |                           |                                           |                      |                                        |                     |                         |
| 97 | 19        | Liebesbrief im Aufzug     | Elevator Love Letter                      | 26. März 2009        | 5. Aug. 2009                           | Ed Ornelas          | Stacy McKee             |
| Derek kehrt ins Krankenhaus zurück und Izzies Gehirnoperation steht an. Keiner ihrer Freunde kümmert sich um sie. Callie macht sich Vorwürfe, da sie zu Zeiten von Izzies und Georges Affäre Izzie den Tod gewünscht hat. Derek ist sehr aufgeregt vor der OP. Er macht Meredith zuvor zweimal einen Antrag, aber sie lehnt eine Antwort jedes Mal ab. Die OP glückt und es stellt sich heraus, dass Meredith von Anfang an an Derek geglaubt hat, weil sie vorgeschlagen hatte, Izzie vor der ersten Bestrahlung Eizellen zu entnehmen. Owen hat einen Alptraum und erwürgt Cristina beinahe im Schlaf. Nur Callie kann Schlimmeres verhindern. Da Cristina sich nicht mehr sicher in Owens Gegenwart fühlt, beendet sie die Beziehung zu ihm. Derek macht Meredith hingegen endlich den langersehnten Heiratsantrag im Aufzug, den sie annimmt. |           |                           |                                           |                      |                                        |                     |                         |
| 98 | 20        | Die Hochzeitsplanerin     | Sweet Surrender                           | 23. Apr. 2009        | 12. Aug. 2009                          | Tony Phelan         | Sonay Washington        |
| Izzie ist mit vollem Tatendrang dabei, Merediths Hochzeit zu planen, doch im Laufe des Tages geht es ihr immer schlechter. Derek und Mark streiten sich immer noch wegen Marks Beziehung zu Lexie, sie können sich schließlich aber doch versöhnen. Lexie ist glücklich, dass Meredith sie als Brautjungfer haben will. Owen begibt sich in psychotherapeutische Behandlung bei Dr. Wyatt. Anfangs kann er dort nicht über seine Gefühle sprechen. Miranda leistet in der Kinderchirurgie psychologische Arbeit bei einem sterbenden Kind und seinem Vater. Callies Vater kommt zu Besuch und will, nachdem er von Callies Beziehung zu Arizona erfahren hat, dass Callie das Seattle Grace verlässt. Callie weigert sich und muss deshalb auf die finanzielle Unterstützung ihres Vaters verzichten. Owen legt George eine Spezialisierung in der Traumatologie nahe. |           |                           |                                           |                      |                                        |                     |                         |
| 99 | 21        | Nur drei Worte            | No Good at Saying Sorry (One More Chance) | 30. Apr. 2009        | 19. Aug. 2009                          | Tom Verica          | Krista Vernoff          |
| Izzies Mutter besucht Izzie im Krankenhaus. Mit Hilfe von Miranda lügt Izzie ihrer Mutter vor, dass sich ihr Zustand verbessert hat, damit ihre Mutter sie verlässt. Doch in Wahrheit ist Izzies Zustand kritischer geworden. Thatcher wird aus der Entzugsklinik entlassen und will sich bei seinen Töchtern entschuldigen. Meredith will ihm nicht vergeben. Richard mischt sich ein und bereut ihr gegenüber nachher, dass er sich in Merediths Kindheit nicht für sie starkgemacht hat. Thatcher lernt Mark bei einem Abendessen mit Lexie kennen. Cristina fühlt sich von Owen ignoriert. Er erklärt ihr, dass er sie schützen möchte. Seine Psychologin hat ihm Sätze mit drei Wörtern aufgeschrieben, die er statt einer Liebeserklärung zu ihr sagen kann. Callie hat wegen des Streits mit ihrem Vater kein Geld mehr. Ihre Freunde empfehlen ihr, zu lügen, sie will aber so von ihrer Familie akzeptiert werden, wie sie ist. |           |                           |                                           |                      |                                        |                     |                         |
| 100 | 22        | Der schönste Tag im Leben | What a Difference a Day Makes             | 7. Mai 2009          | 26. Aug. 2009                          | Rob Corn            | Shonda Rhimes           |
| Am Tag der Hochzeit von Derek und Meredith haben George, Callie, Owen und Lexie in der Notaufnahme mit einer Vielzahl von verunglückten Jugendlichen zu tun, die auf dem Weg zu ihrer Abschlussfeier waren. George nimmt es sehr mit, die Jugendlichen sterben zu sehen. Derek schenkt Meredith zur Hochzeit eine Solo-OP. Izzie halluziniert wieder, und mit Hilfe von Denny können Derek und Miranda einen inoperablen Tumor erkennen. Mit diesen Informationen beschließen Derek und Meredith, ihre Hochzeit, die ohnehin von Izzie geplant war, Alex und Izzie zu schenken, die spontan heiraten. Am Abend bemerkt Izzie, dass ihr die Haare ausfallen. Sie beschließt, sich jetzt schon eine Glatze zu schneiden. Als Dennys Halluzination noch einmal zu ihr kommt, weist sie ihn endgültig ab. Cristina lehnt alle Annäherungsversuche von Owen ab. Callie und Arizona finden nach einem misslungenen Date doch noch zusammen. |           |                           |                                           |                      |                                        |                     |                         |
| 101 | 23        | Auf die Zukunft           | Here's To Future Days                     | 14. Mai 2009         | 2. Sep. 2009                           | Bill D'Elia         | Allen Heinberg          |
| Izzie steht vor der großen Entscheidung, ob sie eine OP verweigern oder den Tumor entfernen lassen soll. Sie könnte bei der OP nicht nur Gedächtnis und Sprache, sondern ihre Persönlichkeit verlieren. Sie entscheidet sich schließlich für die Operation, aber will danach keine lebenserhaltenden Maßnahmen. Owen bringt es mit Hilfe von Cristina endlich fertig, seine Mutter zu besuchen. Nach einem Patienten, der von der Army in den höchsten Tönen schwärmt, unterschreibt George bei der Army als Sanitäter. Sowohl Richard als auch Arizona buhlen darum, dass Miranda ihr Fachgebiet wählt. Meredith und Derek wollen so bald wie möglich heiraten. Mark fragt Lexie, ob sie mit ihm zusammenziehen möchte, wird von ihr aber auf später vertröstet. |           |                           |                                           |                      |                                        |                     |                         |
| 102 | 24        | Jetzt oder nie            | Now Or Never                              | 14. Mai 2009         | 2. Sep. 2009                           | Rob Corn            | Debora Cahn             |
| Izzie hat die Operation überstanden, allerdings hat sie ihr Kurzzeitgedächtnis verloren. Alex übt mit ihr den ganzen Tag, bis sie sich wieder vollständig erinnern kann. Kurz darauf setzt ihr Herz aus. Gegen Izzies Patientenverfügung versuchen die Ärzte, sie wiederzubeleben. Cristina sagt Owen, dass sie ihn liebt und die Beziehung mit ihm riskieren möchte. Tucker hat Miranda ein Ultimatum gestellt. Sie entscheidet sich für die Allgemeinmedizin und für die Scheidung. Derek und Meredith besiegeln ihre Heirat mit einem Vertrag auf einem Post-It. George will am nächsten Tag bei der Army anfangen. Bei allen Kollegen außer Arizona stößt er auf Unverständnis. Als George das Krankenhaus verlässt, rettet er eine Frau davor, von einem Bus überrollt zu werden, und kommt stattdessen selbst unter die Räder. Georges Gesicht ist völlig entstellt, sodass ihn niemand erkennt. Er kann sich Meredith zu erkennen geben, bei seiner OP setzt aber auch sein Herz aus. In der Schlussszene sieht man Izzie in dem Kleid, das sie am Tag von Dennys Tod getragen hatte, in den Aufzug steigen. Als sich die Tür wieder öffnet, wartet dort George in seiner Armee-Uniform auf sie. Es ist nicht klar, ob einer der beiden überleben wird. |           |                           |                                           |                      |                                        |                     |                         |

### Episodenbesonderheiten
Fast jeder Episodentitel bei Grey’s Anatomy ist gleichzeitig ein Liedtitel eines Musikstückes. Außerdem gibt es noch eine Reihe bemerkenswerter Fakten zu jeder Folge.
| Nr. | Episode                   | Anspielung des Originalepisodentitels                          | Sonstiges |
| --- | ------------------------- | -------------------------------------------------------------- | --- |
| 1   | Es war einmal             | The Mamas and the Papas – Dream A Little Dream Of Me           | Pilotfolge der fünften Staffel. Doppelfolge. Keine Zusammenfassung der Folge. Katherine Heigl als Izzie Stevens hat in dieser Folge ihre 1000. Szene. Kevin McKidd als Dr. Owen Hunt taucht in dieser Folge zum ersten Mal auf. Rose tritt in dieser Folge zum letzten Mal auf. Denny Duquette taucht in dieser Folge erstmals in einer Vision von Izzie wieder auf, nachdem er in Staffel 2 gestorben und in Staffel 3 einen Geisterauftritt hatte. Die Folge bekam eine Emmy-Nominierung unter der Kategorie Bestes Make-up für eine Serie. |
| 2   | Es war einmal             | The Mamas and the Papas – Dream A Little Dream Of Me           | Pilotfolge der fünften Staffel. Doppelfolge. Keine Zusammenfassung der Folge. Katherine Heigl als Izzie Stevens hat in dieser Folge ihre 1000. Szene. Kevin McKidd als Dr. Owen Hunt taucht in dieser Folge zum ersten Mal auf. Rose tritt in dieser Folge zum letzten Mal auf. Denny Duquette taucht in dieser Folge erstmals in einer Vision von Izzie wieder auf, nachdem er in Staffel 2 gestorben und in Staffel 3 einen Geisterauftritt hatte. Die Folge bekam eine Emmy-Nominierung unter der Kategorie Bestes Make-up für eine Serie. |
| 3   | Die Flut                  | Peter Gabriel – Here Comes The Flood                           | Zusammenfassung der Folge von Miranda. Assistenzärztin Lucy hat in dieser Folge ihren letzten Auftritt. |
| 4   | Schöne neue Welt          | Iron Maiden – Brave New World                                  | Zusammenfassung der Folge von Izzie. |
| 5   | Der Domino-Effekt         | Taking Back Sunday – There’s no ’I’ in Team                    | Zusammenfassung der Folge von Miranda. |
| 6   | Krieg und Frieden         | Green Day – Life During Wartime                                | Zusammenfassung der Folge von Cristina. Brandon Scott als Dr. Ryan Spalding erscheint erstmals in dieser Folge |
| 7   | Die Erscheinung           | Yves Larock – Rise Up                                          | Keine Zusammenfassung der Folge. Die zweite Staffel wird in dieser Folge besonders oft thematisiert, denn die Geschichte von Denny Duquette wird wieder aufgerollt. Brooke Smith als Erica Hahn ist in dieser Folge zum letzten Mal zu sehen. Anders als bei anderen Ausstiegen wusste dies der Zuschauer am Ende dieser Folge noch nicht. |
| 8   | Geister                   | Bruce Springsteen – These Ties That Bind                       | Keine Zusammenfassung der Folge. Melissa George als Dr. Sadie Harris hat in dieser Folge ihren ersten Auftritt. |
| 9   | Schlaflos                 | Wilson Pickett – In The Midnight Hour                          | Keine Zusammenfassung der Folge. Denny Duquette hat in dieser Folge seine 100. Szene. |
| 10  | Soloflug                  | Céline Dion – All By Myself                                    | Keine Zusammenfassung der Folge. |
| 11  | Wünsch dir was            | Pink Floyd – Wish You Were Here                                | Keine Zusammenfassung der Folge. Dr. Arizona Robbins tritt in dieser Folge zum ersten Mal auf. Richards Assistentin Patricia hat in dieser Folge ihren letzten Auftritt. |
| 12  | Pakt mit dem Teufel       | The Rolling Stones – Sympathy For The Devil                    | Keine Zusammenfassung der Folge. |
| 13  | Zwischen Himmel und Hölle | Led Zeppelin – Stairway To Heaven                              | Keine Zusammenfassung der Folge. Denny Duquette leitet in dieser Folge anstatt Meredith die Off-Stimme. Dies ist das erste Mal, wo nicht nur ein Toter, sondern auch eine Nebenrolle den Sprechpart übernimmt. Alex Karev hat in dieser Folge seine 1000. Szene. |
| 14  | Herzrasen                 | The Distillers – Beat Your Heart Out                           | Keine Zusammenfassung der Folge. Patrick Dempsey als Derek Shepherd hat in dieser Folge seine 1000ste Szene. |
| 15  | Davor und danach          | Rush – Before and After                                        | Keine Zusammenfassung der Folge. Die Private-Practice-Charaktere Addison, Naomi, Ben und Archer haben in dieser Folge einen Gastauftritt. Dr. Sadie Harris ist in dieser Folge ein letztes Mal zu sehen. |
| 16  | Götter In Weiß            | The Bravery – An Honest Mistake                                | Keine Zusammenfassung der Folge. Die Folge ist die Fortsetzung der Private-Practice-Folge Ex-Leben, die ausschließlich in Seattle mit den Grey's-Anatomy-Charakteren spielt. |
| 17  | Patientin X               | Death Cab for Cutie – I Will Follow You Into The Dark          | Zusammenfassung der Folge von Derek. |
| 18  | Der Mann im Wald          | Ben E. King – Stand By Me                                      | Keine Zusammenfassung der Folge. Diese Folge wurde für den Emmy in der Kategorie Bestes Prothetisches Make-Up für eine Serie, eine Miniserie, einen Film oder ein Special nominiert. |
| 19  | Liebesbrief im Aufzug     | STARS – Elevator Love Letter                                   | Keine Zusammenfassung der Folge. Die Off-Stimme übernimmt in dieser Folge Justin Chambers als Alex Karev. |
| 20  | Die Hochzeitsplanerin     | Sarah McLachlan – Sweet Surrender                              | Zusammenfassung der Folge von George. |
| 21  | Nur drei Worte            | The Early November – No Good at Saying Sorry (One More Chance) | Keine Zusammenfassung der Folge. Izzies Mutter Robbie Stevens, gespielt von Sharon Lawrence tritt in dieser Folge auf. 2009 erhielt sie für diesen Gastauftritt als Mutter von Katherine Heigl ihre vierte Emmy-Nominierung. |
| 22  | Der schönste Tag im Leben | Dinah Washington – What a Difference a Day Makes               | Jubiläumsfolge, da diese Episode die 100. Folge ist. Izzie leitet in dieser Folge die Off-Stimme. Keine Zusammenfassung der Folge. Izzie und Alex heiraten in dieser Folge. |
| 23  | Auf die Zukunft           | Ken Stringfellow – Here’s To Future Days                       | Keine Zusammenfassung der Folge. Denny Duquette ist in dieser Folge ein letztes Mal zu sehen. |
| 24  | Jetzt oder Nie            | Billie Holiday – Now Or Never                                  | Fünftes Staffelfinale. Keine Zusammenfassung der Folge. Am Ende der Episode ist nicht klar, ob Izzie und George überleben werden. |

### Sonderereignis: Crossover mitPrivate Practice
Kate Walsh (Dr. Addison Montgomery), Audra McDonald (Dr. Naomi Bennett) sowie Grant Show (Dr. Archer Montgomery) hatten in zwei (Walsh) beziehungsweise einer Folge (McDonald, Show) einen Gastauftritt. Da Archer operiert werden musste, kamen die drei in das Seattle Grace Hospital. Die Folge wurde mit einer Private-Practice-Folge fortgeführt, die auf der Handlung basiert und ebenfalls in Seattle spielt. Viele Grey’s-Anatomy-Charaktere treten auch dort auf.